# L'Illot
L'Illot, o s'Illot, és un nucli turístic costaner de Mallorca que està repartit entre els municipis de Manacor i Sant Llorenç des Cardassar. Agafa el nom d'una petita illa que hi ha enfront del nucli. A l'entrada del poble, hi ha un talaiot que es troba en un bon estat de conservació.
A causa de la pertinença d'aquest nucli a dos termes municipals diferents, es fa difícil saber la població d'aquest nucli turístic. Segons les dades de 2024, a la part de Sant Llorenç hi vivien 448 habitants i a la part de Manacor, 2.362 (encara que en aquesta darrera xifra s'hi inclouen els residents a la urbanització de Cala Morlanda).
Enmig de l'actual població s'hi troben les restes del Poblat talaiòtic de s'Illot, datades al voltant de 1100 aC. Els habitants de l'assentament practicaven principalment l'agricultura. De gran importància van ser la caça i la cria de porcs i ovelles. La peça central era un talaiot quadrat, que estava envoltat per 35 cases envoltades per una muralla defensiva del poblat. El 123 aC l'assentament va ser abandonat com a resultat de la colonització romana de l'illa.

## Galeria

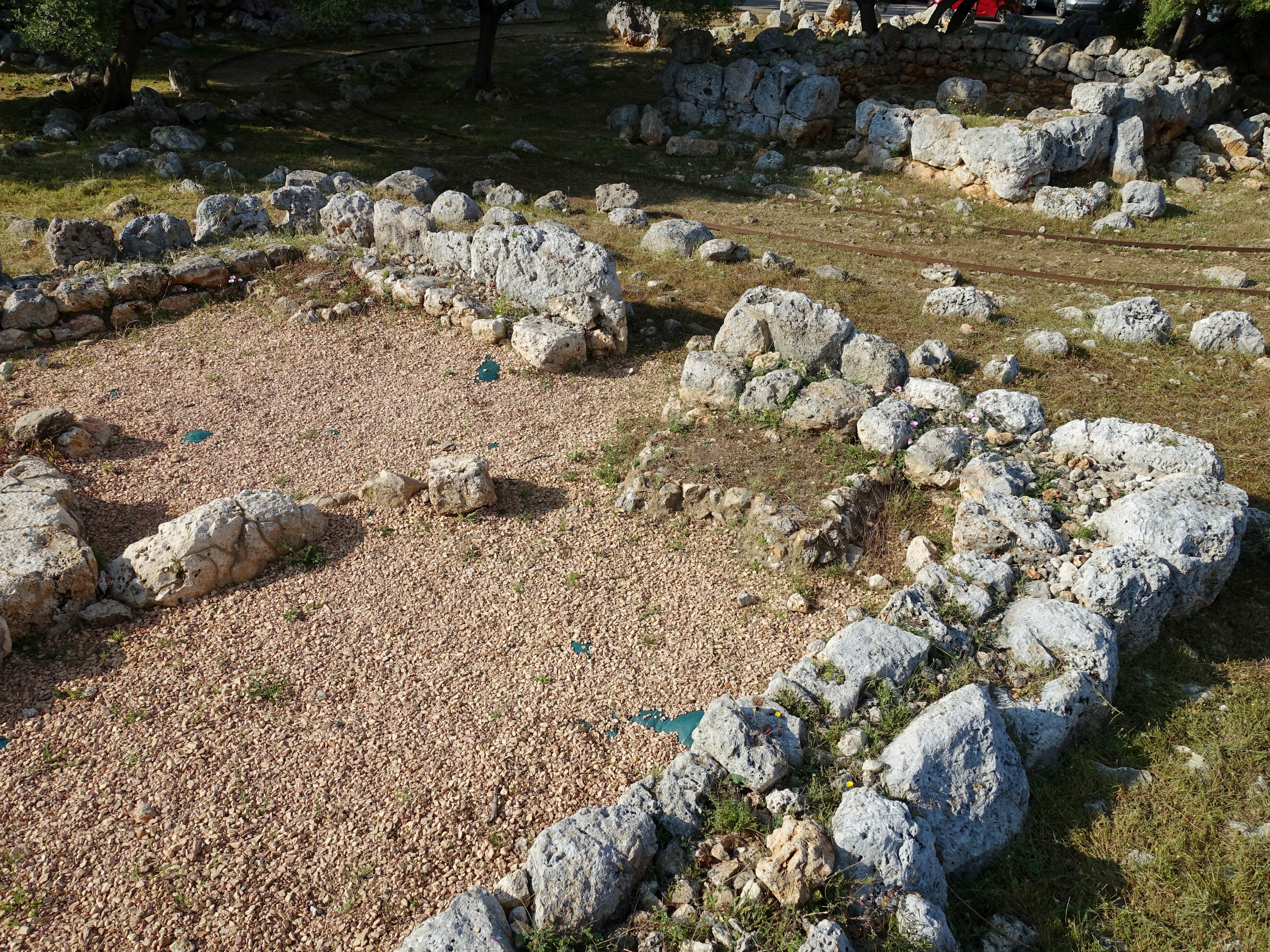
Poblat talaiòtic de s'Illot
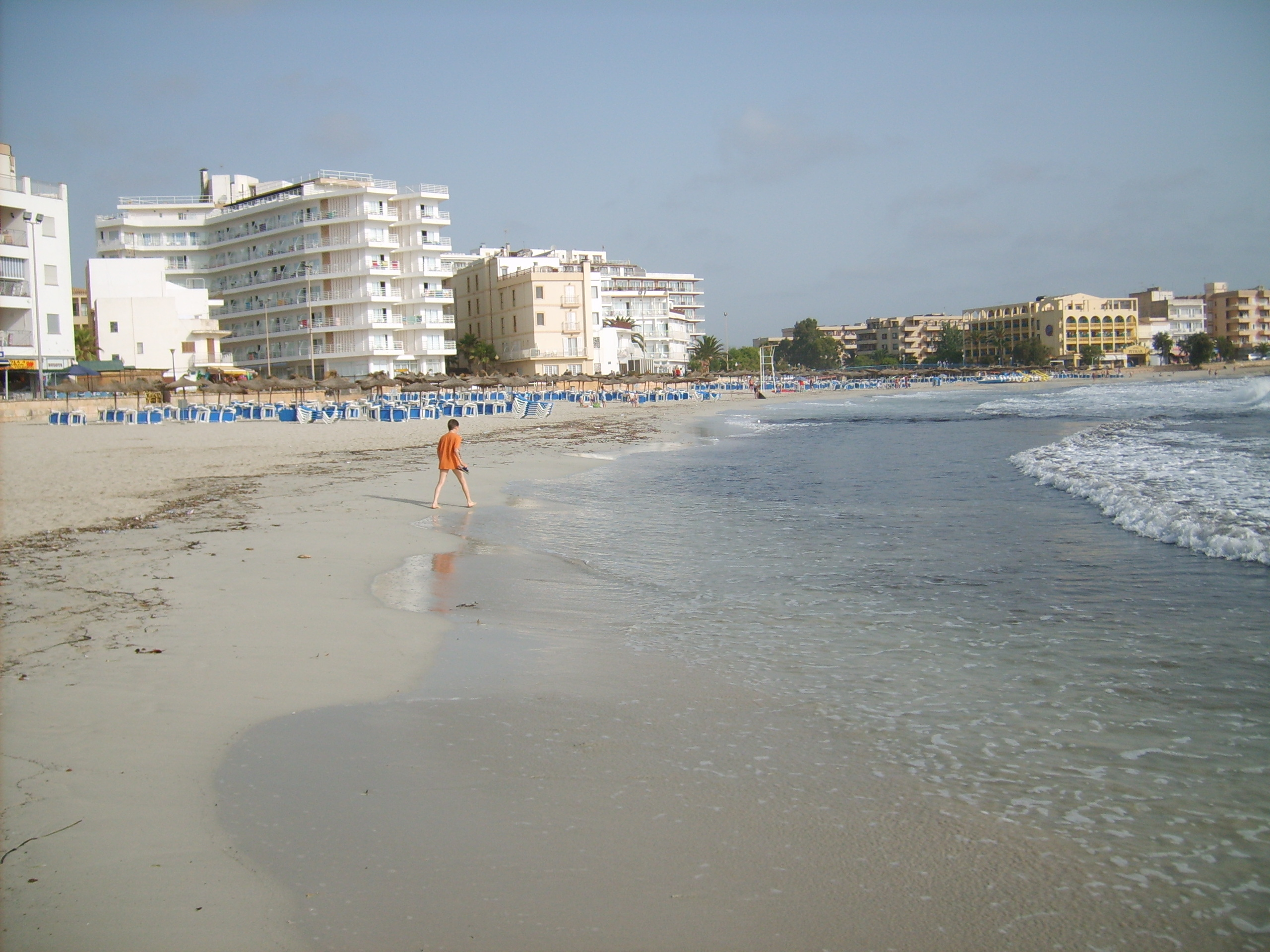
Cala Moreia